# Open (Shaznay Lewis)
Open è l'album di debutto della cantante pop britannica Shaznay Lewis, componente del noto gruppo musicale All Saints.
L'album, prodotto da K-Gee, Rick Nowels e gli Absoulute, è stato pubblicato il 19 luglio 2004 dall'etichetta discografica London, e ne sono stati estratti i singoli I Never Felt Like This Before e You.

## Tracce
1. Intro/Open – 1:13
2. Dance – 3:29
3. I Never Felt Like This Before – 4:20
4. Mr. Dawg – 3:43
5. Heart Made Me a Fool – 4:30
6. You – 3:59
7. Don't Know What To Say – 4:44
8. Mr. Weatherman – 4:23
9. Butterflies – 3:36
10. Nasty Boy – 4:47
11. Radio – 2:51
12. Now You're Gone – 3:43

## Classifiche
| Classifica (2004) | Posizione raggiunta |
| ----------------- | ------------------- |
| Regno Unito       | 22                  |